# Clan Irvine
Il Clan Irvine è un clan scozzese.

## Storia

### Origini del Clan
Tra il 1124 e il 1125, Gilchrist, figlio di Erwini, fu testimone di una carta dei Signori di Galloway. Le prime terre chiamate Irvine si trovavano nel Dumfriesshire. Secondo la tradizione familiare, l'origine della famiglia del capo del clan è collegata ai primi monarchi celtici di Scozia. Duncan Irvine si stabilì a Bonshaw. Duncan era il fratello di Crinan, che rivendicava la discendenza dagli Alti Re d'Irlanda attraverso gli abati di Dunkeld. Crinan sposò una figlia di Malcolm II di Scozia e il loro figlio fu Duncan I di Scozia.
William de Irwyn, secondo figlio di Irving di Bonshaw, entrò al servizio reale del re Robert the Bruce. Per vent'anni di fedele servizio, William de Irwyn ricevette come ricompensa la foresta reale di Drum, nell'Aberdeenshire. Questa divenne quindi la sede del capo del Clan Irvine di Drum. A Drum esisteva già una torre costruita prima della fine del XIII secolo come rifugio di caccia reale. Da questa torre si sviluppò il Castello di Drum, sede del capo clan.
Origine del distintivo del clan – "Robert Bruce, che, quando era un fuggitivo dalla corte di Edoardo I, fu nascosto in numerose occasioni da Irving di Bonshaw, affidò il suo secondo figlio, William De Irwyn, al Servizio Reale. William De Irwyn condivise le alterne fortune del suo sovrano reale; fu con lui quando fu sconfitto a Methven; condivise i pericoli successivi; e fu uno dei sette nascosti con lui in un boschetto di agrifoglio quando i suoi inseguitori passarono oltre. Quando Bruce riprese il suo regno, lo nominò Maestro dei Registri, e dieci anni dopo la battaglia di Bannockburn, gli concesse in libera baronia la foresta di Drum, vicino ad Aberdeen. Gli permise anche di utilizzare il suo stemma privato di tre foglie di agrifoglio con il motto Sub sole sub umbra virens, che rimangono ancora oggi le armi della famiglia Irving.

### XV secolo e conflitti del Clan
Il Clan Irvine era spesso in conflitto con il vicino Clan Keith. Entrambi i clan invadevano reciprocamente le loro terre. Nel 1402, si dice che il Clan Irvine abbia massacrato un gruppo di guerra invasore del Clan Keith nella Battaglia di Drumoak.

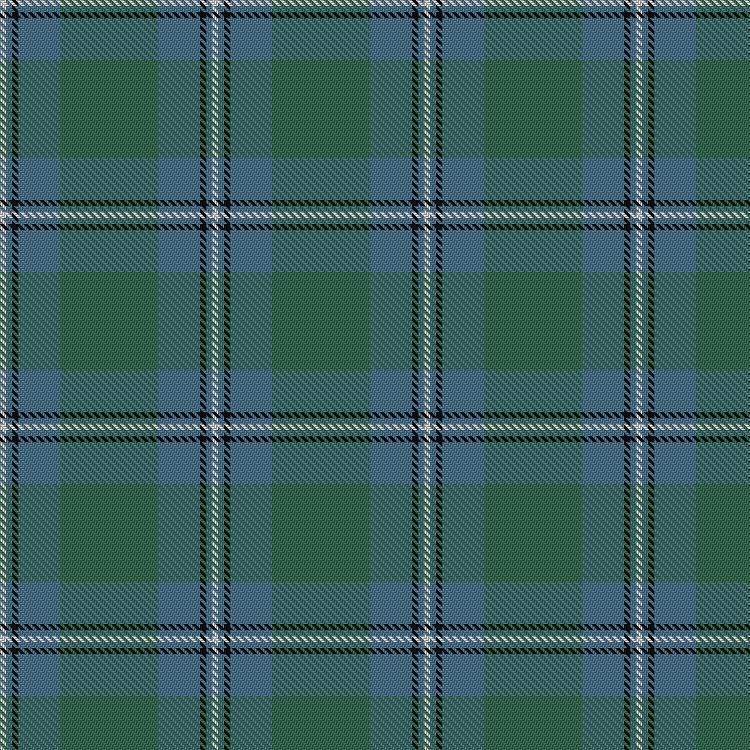
Tartan Irvine

Il terzo Laird di Drum fu Alexander Irvine, il primo di una linea di dodici Irvines che portarono successivamente il nome Alexander. Si dice fosse un cavaliere di leggendaria abilità, che seguì il Conte di Mar nelle guerre in Francia. Successivamente combatté nella Battaglia di Harlaw nel 1411, che si svolse a soli venti miglia da Drum. Ad Harlaw, Alexander Irvine si confrontò in duello con il famoso Hector Maclean delle Battaglie, capo del Clan Maclean. Si racconta che entrambi siano morti a causa delle ferite che si inflissero a vicenda. Questo episodio è commemorato in una ballata sulla battaglia come "Il nobile Sir Alexander Irvine, il molto rinomato Laird di Drum."

### XVI secolo e Guerre anglo-scozzesi
Il successivo Laird di Drum fu una figura importante nelle negoziazioni per il riscatto di Giacomo I di Scozia dagli inglesi e, una volta liberato il re, de Irwyne fu nominato cavaliere. Dopo l’assassinio del re a Perth, Sir Alexander Irvine prese il controllo della città di Aberdeen per ristabilire l’ordine.
Il sesto Laird di Drum, capo del Clan Irvine, fu un pacificatore. Fu ricompensato da Re Giacomo V di Scozia per i suoi sforzi nel reprimere ribelli, ladri, razziatori, stregoni e assassini nel 1527.
Durante le Guerre anglo-scozzesi, il figlio del sesto Laird fu ucciso combattendo contro gli inglesi nella Battaglia di Pinkie Cleugh nel 1547.

### XVII secolo e Guerra Civile

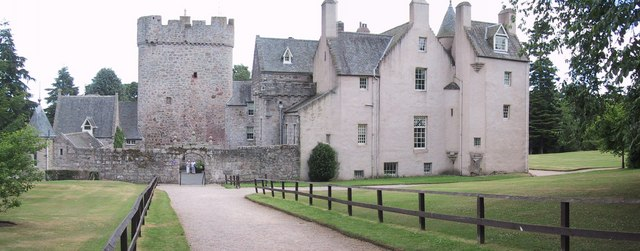
Il Castello di Drum, sede del capo del Clan Irvine, fu attaccato due volte durante la Guerra Civile.

Durante la Guerra Civile, gli Irvine royalisti supportarono Carlo I. Tuttavia, gli Irvine vivevano in una zona principalmente Covenanter, e il Castello di Drum divenne quindi un obiettivo evidente. Il castello fu attaccato mentre il Laird di Drum era assente, da una forza consistente che lo circondò con l'artiglieria. Lady Irvine si arrese e il castello fu saccheggiato. I due figli del Laird di Drum combatterono entrambi nella guerra civile e furono catturati. Il figlio minore, Robert, morì nelle prigioni del Castello di Edimburgo, mentre suo fratello, Alexander, fu liberato dopo la vittoria di James Graham, 1º Marchese di Montrose, nella Battaglia di Kilsyth nel 1645. Il Castello di Drum fu nuovamente attaccato, saccheggiato, le donne della casa furono cacciate e la tenuta fu rovinata.

### XVIII secolo e le insurrezioni giacobite
Durante l'insurrezione giacobita del 1715, il quattordicesimo Laird di Drum supportò la causa giacobita e combatté nella Battaglia di Sheriffmuir nel 1715, dove ricevette una grave ferita alla testa. Non si riprese mai dalla ferita e, dopo anni di malattia, morì senza lasciare un erede diretto. La tenuta passò quindi a suo zio, John Irvine, e successivamente a un altro parente, John Irvine di Crimond.
Durante l'insurrezione giacobita del 1745, il Clan Irvine continuò a sostenere i Giacobiti Stuart e combatté nella Battaglia di Culloden nel 1746. Il Laird di Drum riuscì a sfuggire alla cattura nascondendosi in una stanza segreta nel Castello di Drum. Successivamente visse per alcuni anni in esilio in Francia, fino a quando gli fu permesso di tornare alle sue terre.

### XIX e XX secoli
Il ventiduesimo Laird di Drum combatté nei Grenadier Guards durante la Prima Guerra Mondiale.

### Il clan oggi
Nel 2002, il precedente Capo del Clan Irvine stipulò un trattato di pace con il 13º Conte di Kintore, che era il precedente Capo del Clan Keith, durante una cerimonia elaborata sulle rive del fiume Dee, per porre fine al loro conflitto di 600 anni.

## Capo del Clan
Alexander Irvine of Drum, 27th Baron of Drum.

## Clan castelli
Castello di Drum